# NGC 5726
NGC 5726 је елиптична галаксија у сазвежђу Вага која се налази на NGC листи објеката дубоког неба.
Деклинација објекта је - 18° 26' 39" а ректасцензија 14h 42m 55,8s. Привидна величина (магнитуда) објекта NGC 5726 износи 12,9 а фотографска магнитуда 13,9. NGC 5726 је још познат и под ознакама ESO 580-12, MCG -3-37-6, PGC 52563.